# Mike Ramsey
Pour les articles homonymes, voir Ramsey.
Temple de la renommée américain : 2001
Mike Ramsey (né le 3 décembre 1960 à Minneapolis au Minnesota aux États-Unis) est un joueur professionnel américain de hockey sur glace qui évoluait au poste de défenseur.

## Biographie
Au terme de la saison 1978-1979 avec les Golden Gophers du Minnesota du championnat de la NCAA, Mike Ramsey est repêché par les Sabres de Buffalo au repêchage d'entrée dans la LNH 1979 au 11e rang. Il fait partie de l'équipe américaine ayant battu l'équipe d'URSS lors de la ronde finale des Jeux olympiques de 1980 à Lake Placid, l'évènement étant surnommé le « Miracle sur glace ». Il fait ses débuts dans la LNH en 1979-1980 avec les Sabres puis joue par la suite 13 autres saisons avec l'équipe. Il joue par la suite pour les Penguins de Pittsburgh et les Red Wings de Détroit avant de se retirer de la compétition en 1996. Au total, il joue dans la LNH 1 070 matchs pour 79 buts et 266 aides en totalisant 345 points en plus d'accumuler 1 012 minutes de pénalité. En 2001, il est intronisé au Temple de la renommée du hockey américain.

## Statistiques

### En club
| Saison     | Équipe                      | Ligue      |       | Saison régulière | Saison régulière | Saison régulière | Saison régulière | Saison régulière |   | Séries éliminatoires | Séries éliminatoires | Séries éliminatoires | Séries éliminatoires | Séries éliminatoires |
| Saison     | Équipe                      | Ligue      | PJ    | B                | A                | Pts              | Pun              | PJ               | B | A                    | Pts                  | Pun                  |                      |                      |
| 1978-1979  | Golden Gophers du Minnesota | NCAA       | 26    | 6                | 11               | 17               | 30               | -                | - | -                    | -                    | -                    |                      |                      |
| 1979-1980  | Équipe des États-Unis       | Intl       | 56    | 11               | 22               | 33               | 55               | -                | - | -                    | -                    | -                    |                      |                      |
| 1979-1980  | Sabres de Buffalo           | LNH        | 13    | 1                | 6                | 7                | 6                | 13               | 1 | 2                    | 3                    | 12                   |                      |                      |
| 1980-1981  | Sabres de Buffalo           | LNH        | 72    | 3                | 14               | 17               | 56               | 8                | 0 | 3                    | 3                    | 20                   |                      |                      |
| 1981-1982  | Sabres de Buffalo           | LNH        | 80    | 7                | 23               | 30               | 56               | 4                | 1 | 1                    | 2                    | 14                   |                      |                      |
| 1982-1983  | Sabres de Buffalo           | LNH        | 77    | 8                | 30               | 38               | 55               | 10               | 4 | 4                    | 8                    | 15                   |                      |                      |
| 1983-1984  | Sabres de Buffalo           | LNH        | 72    | 9                | 22               | 31               | 82               | 3                | 0 | 1                    | 1                    | 6                    |                      |                      |
| 1984-1985  | Sabres de Buffalo           | LNH        | 79    | 8                | 22               | 30               | 102              | 5                | 0 | 1                    | 1                    | 23                   |                      |                      |
| 1985-1986  | Sabres de Buffalo           | LNH        | 76    | 7                | 21               | 28               | 117              | -                | - | -                    | -                    | -                    |                      |                      |
| 1986-1987  | Sabres de Buffalo           | LNH        | 80    | 8                | 31               | 39               | 109              | -                | - | -                    | -                    | -                    |                      |                      |
| 1987-1988  | Sabres de Buffalo           | LNH        | 63    | 5                | 16               | 21               | 77               | 6                | 0 | 3                    | 3                    | 29                   |                      |                      |
| 1988-1989  | Sabres de Buffalo           | LNH        | 56    | 2                | 14               | 16               | 84               | 5                | 1 | 0                    | 1                    | 11                   |                      |                      |
| 1989-1990  | Sabres de Buffalo           | LNH        | 73    | 4                | 21               | 25               | 47               | 6                | 0 | 1                    | 1                    | 8                    |                      |                      |
| 1990-1991  | Sabres de Buffalo           | LNH        | 71    | 6                | 14               | 20               | 46               | 5                | 1 | 0                    | 1                    | 12                   |                      |                      |
| 1991-1992  | Sabres de Buffalo           | LNH        | 66    | 3                | 14               | 17               | 67               | 7                | 0 | 2                    | 2                    | 8                    |                      |                      |
| 1992-1993  | Sabres de Buffalo           | LNH        | 33    | 2                | 8                | 10               | 20               | -                | - | -                    | -                    | -                    |                      |                      |
| 1992-1993  | Penguins de Pittsburgh      | LNH        | 12    | 1                | 2                | 3                | 8                | 12               | 0 | 6                    | 6                    | 4                    |                      |                      |
| 1993-1994  | Penguins de Pittsburgh      | LNH        | 65    | 2                | 2                | 4                | 22               | 1                | 0 | 0                    | 0                    | 0                    |                      |                      |
| 1994-1995  | Red Wings de Détroit        | LNH        | 33    | 1                | 2                | 3                | 23               | 15               | 0 | 1                    | 1                    | 4                    |                      |                      |
| 1995-1996  | Red Wings de Détroit        | LNH        | 47    | 2                | 4                | 6                | 35               | 15               | 0 | 4                    | 4                    | 10                   |                      |                      |
| 1996-1997  | Red Wings de Détroit        | LNH        | 2     | 0                | 0                | 0                | 0                | -                | - | -                    | -                    | 0                    |                      |                      |
| Totaux LNH | Totaux LNH                  | Totaux LNH | 1 070 | 79               | 266              | 345              | 1 012            | 115              | 8 | 29                   | 37                   | 176                  |                      |                      |

### En équipe nationale
| Saison | Équipe     | Compétition     |   | PJ | B | A | Pts | Pun           |  | Résultat |
| 1980   | États-Unis | Jeux olympiques | 7 | 0  | 2 | 2 | 8   | Médaille d'or |  |          |